# Liste der Monuments historiques in Vallon-en-Sully
Die Liste der Monuments historiques in Vallon-en-Sully führt die Monuments historiques in der französischen Gemeinde Vallon-en-Sully auf.

## Liste der Bauwerke
| Bezeichnung                                  | Beschreibung                       | Standort | Kennzeichnung | Schutzstatus   | Datum     | Bild           |
| -------------------------------------------- | ---------------------------------- | -------- | ------------- | -------------- | --------- | -------------- |
| Château du Creux (Fotos in der Base Mérimée) | Schloss, erbaut im 18. Jahrhundert | (Lage)   | PA00093327    | Inscrit Classé | 1992 1995 |                |
| Château de la Lande                          | Schloss, erbaut im 16. Jahrhundert | (Lage)   | PA00093328    | Inscrit        | 1983      |                |
| Kirche St-Blaise                             |                                    | (Lage)   | PA00093329    | Classé         | 1889      | weitere Bilder |

## Liste der Objekte
Zum Verständnis siehe: Kirchenausstattung
- Monuments historiques (Objekte) in Vallon-en-Sully in der Base Palissy des französischen Kultusministeriums